# François-Thomas-Marie de Baculard d'Arnaud
François-Thomas-Marie de Baculard d'Arnaud, né le 15 septembre 1718 à Paris, où il est mort le 9 novembre 1805, était un poète, romancier et auteur dramatique français.

## Biographie
Issu d'une famille noble du Comtat Venaissin, il fait des vers dès l'âge de neuf ans : il avait déjà composé trois tragédies à 17 ans. Voltaire remarque ses essais, le soutient de ses conseils et même de sa bourse. Le roi Frédéric II de Prusse le choisit pour son correspondant, puis le fait venir à Berlin, où il devient membre de l'Académie royale des sciences et des lettres de Berlin, mais Arnaud n'y reste qu'un an.
Vers 1751, il est nommé conseiller de la légation française à Dresde, puis il revient se fixer à Paris où il se consacre à son œuvre. Il pratique ce qu'il nomme lui-même le « genre sombre » dans la troisième préface du Comte de Comminge. Malgré le succès de ses œuvres, il ne s'enrichit pas et finit même dans sa vieillesse par tomber dans une profonde misère.
Parmi ses pièces de théâtre, la plus connue est Le Comte de Comminge, représenté en 1790, appartenant par son modèle littéraire au genre gothique. Il est également l'auteur de romans, de nouvelles et de poésies, oubliés aujourd'hui.
Baculard d'Arnaud est inhumé au cimetière du Père-Lachaise (division 10).

## Publications

### Théâtre
- Coligni, ou la St. Barthelemi, tragédie en trois actes et en vers, 1740 lire en ligne sur Gallica
- Le Cardinal de Lorraine ou les Massacres de la Saint Barthélemy, tragédie en trois actes, 1756
- Les Amans malheureux, ou le Comte de Comminge, drame en 3 actes et en vers, adaptation des Mémoires du comte de Comminge de Mme de Tencin, 1764 Texte en ligne
- Euphémie, ou le Triomphe de la religion, drame, 1768 Texte en ligne
- Fayel, tragédie, représentée sur le Théâtre de la Cour par les Comédiens français ordinaires du Roi, 1770 Texte en ligne
- Mérinval, drame en cinq actes et en vers, 1774 Texte en ligne
- Les Fêtes namuroises, ou les Échasses, petite comédie, ornée de chants et de danses, 1775
- Œuvres dramatiques, 2 vol., 1782 Texte en ligne 1 2

### Varia
- Ode sur la naissance de S. A. S. Monseigneur le prince de Condé, 1736 Texte en ligne
- Lettre à Monsieur l'abbé Phi** [Philippe] au sujet des tragédies de M. de Voltaire, 1736 Texte en ligne
- Theresa, histoire italienne, avec un discours sur le roman, 1745-1746
- La Mort du maréchal comte de Saxe, poème, 1750 Texte en ligne
- La France sauvée, poème, 1757
- Les Époux malheureux, ou Histoire de Monsieur et Madame de La Bédoyère, écrite par un ami, 1758
- Fanni, ou l'Heureux repentir, histoire anglaise, 1764
- Lucie et Mélanie, ou les Deux sœurs généreuses, anecdote historique, 1767
- Sargines, ou l'Élève de l'amour, nouvelle, 1772 Texte en ligne
- Zénothémis, anecdote marseillaise, 1773
- Nouvelles historiques, 3 vol., 1774-1783
  - La Romance du sire de Créqui
- Les Épreuves du sentiment, 5 vol., 1775-1778
- Œuvres complètes, 5 vol., 1775-1777
- Sidnei et Silli, ou la Bienfaisance et la reconnaissance, histoire anglaise, suivie d'odes anacréontiques, 1776 Texte en ligne
- Vie de Dérues, exécuté à Paris en place de Grève, le 6 mai 1777, 1777 Texte en ligne
- Délassemens de l'homme sensible, ou Anecdotes diverses, 12 vol., 1783-1787 Texte en ligne 1-2 3-4 5-6 7-8 9-10 11-12
- La Vraie grandeur, ou Hommage à la bienfaisance de son altesse sérénissime monseigneur le duc d'Orléans, 1789 Texte en ligne
- Les Loisirs utiles. Linville, ou les Plaisirs de la vertu. Eugénie, ou les Suites funestes d'une première faute, 1795
- Les Matinées, nouvelles anecdotes, 1798
- Denneville, ou l'Homme tel qu'il devrait être, 3 vol., 1802
- Œuvres, 11 vol., 1803
- La Naissance de monseigneur le duc de Bourgogne, ode, s. d. Texte en ligne
- Lorimon, ou l'Homme tel qu'il est, 3 vol., s. d.

## Pour approfondir